# Fritz Amstein
Fritz Amstein (Bázel, 1853. február 8. – Bázel, 1922. május 25.) svájci író, újságíró, politikus

## Élete
Apja, Johann Heinrich Amstein boltvezető és fürdőmester, anyja Margaretha Schäfer ápolónő volt. Kereskedelmi középiskolát végzett Bázelben, ezután szerelőgyakornok volt a toronyórákat készítő Jächlin gyárban. 1878 és 1918 közt a Schweizerischer Volksfreund (később: National-Zeitung') szerkesztője volt. 1881 és 1920 közt a bázeli Városi Tanács tagja, 1895-től az anyasági felügyelőbizottság tagja, 1911-től elnöke volt. A svájci sajtószövetség tagja, 1904 és 1906 közt elnöke volt. A davosi tüdőbetegek segítésére, illetve a munkanélküliség visszaszorítására alakult bizottságokban is tevékenykedett. Egy, a régi Bázelről szóló humoros történeteket tartalmazó kötetet jelentetett meg Basler Plaudereien cím alatt 1922-ben.